# Bart Somers
Bartolomeus Jozef Lodewijk Rosalia (Bart) Somers (ur. 12 maja 1964 w Mechelen) – belgijski i flamandzki polityk, były premier Flandrii, w latach 2004–2009 przewodniczący Flamandzkich Liberałów i Demokratów (VLD).

## Życiorys
Uzyskał licencjat w zakresie prawa na Katholieke Universiteit Leuven.
Karierę zawodową rozpoczynał jako zastępca redaktora naczelnego partyjnego czasopisma. W drugiej połowie lat 90. pełnił funkcję rzecznika prasowego VLD. Od 1994 do 2000 zasiadał w radzie Mechelen, w 2001 objął stanowisko burmistrza tej miejscowości, uzyskując reelekcję w kolejnych wyborach. W latach 1999–2004 sprawował mandat posła do Izby Reprezentantów. W okresie od czerwca 2003 do lipca 2004 był premierem Flandrii, następnie przez trzy lata zasiadał w regionalnym parlamencie.
W 2004 został przewodniczącym Flamandzkich Liberałów i Demokratów. W 2007 ponownie objął mandat deputowanego do niższej izby krajowego parlamentu. Dwa lata później ustąpił z kierowania partią, co było konsekwencją słabszych niż oczekiwane wyników w wyborach regionalnych. W przedterminowych wyborach w 2010 ponownie wybrany do niższej izby parlamentu, a w 2014 i 2019 uzyskiwał mandat posła do Parlamentu Flamandzkiego.
W 2019 dołączył do nowego rządu Flandrii Jana Jambona, w którym objął funkcje wicepremiera oraz ministra do spraw administracji krajowej. Ustąpił z tych stanowisk w listopadzie 2023, deklarując chęć skoncentrowania się na zarządzaniu administracją miejską w Mechelen.

## Życie prywatne
Bart Somers jest żonaty, ma dwoje dzieci.